# Eremoryzomys polius
Eremoryzomys polius és una espècie de mamífer rosegador dels orizominis que viu a la vall del Riu Marañón, al nord dels Andes peruans. El nom genèric Eremoryzomys deriva de la paraula grega ερημια (‘erm’) i el nom Oryzomys i fa referència a l'àmbit de distribució de E. polius. L'esquena és de color gris i la panxa és més clara. Les orelles són curtes. La llarga cua és més fosca a la part superior que a la inferior.